# Bajoriak

Kira Nerys, egy bajori

A bajoriak (kiejtése: "bédzsoriak") egy faj a Star Trek-univerzumban. Anyabolygójuk a Bajor ("bédzsor") bolygó, mely sokáig kardassziai megszállás alatt állt. A megszállás után a többször is szóba került a bolygórendszer felvétele a Föderációba. Az anyabolygó közelében található egy stabil féregjárat a Gamma kvadránsba, emiatt nagy fontossággal bír. Az anyabolygónak öt holdja van, ebből kettő nevesítve van, a Derna és a Jeraddo.

## Külső megjelenésük
A bajoriak belsőleg és külsőleg is hasonlóak az emberhez, kivéve bordázott orrukat. A bajoriak teste valamivel erősebb, mint az embereké, ez főleg a fejlettebb csontozatnak köszönhető; különösen fejlett a gerincük.

## Kormányzat
Az új kormányzati szerkezet a kardassziai megszállás előtti köztársaság rendszerén alapul. Az Első Miniszter vezeti a Miniszterek Tanácsát, és vétójoggal bír a kormányzat minden mozdulata fölött. Az Első Miniszter a többi minisztert is irányítja, akik speciális feladatokat látnak el. A Kai a bajoriak vallási vezetője, aki a Tanácsban is helyet kap, de leginkább csak tanácsadói feladatot lát el.

## Társadalom és kultúra
A bajori kultúra 500 000 éve virágzik, főként a tudományok és a művészetek, azon belül is az építészet. A bajoriak mélyen vallásosak. Vallásuk középpontjában a Próféták állnak, akik az Égi Szentélyből vezetik a bajoriakat. A hitük a próféciák hatalmában hasonló, mint az ókori görögök hite a delphoi jóslatokban. A próféciák között sok szól a Próféták Küldöttjéről, aki megtalálja az Égi Szentélyt, és így a bajoriak megmentőjévé válik. Sisko parancsnok kényelmetlen kettős szerepben találta magát, mikor megérkezett a Deep Space Nine űrállomásra, hiszen a közelben élő bajoriak a Próféták Küldöttjét látták benne, míg Csillagflotta-tisztként az űrállomás irányításáért volt felelős. Csak 7 évvel később sikerült minden elvárásnak megfelelnie. Több száz prófécia vonatkozik a Küldöttre, néhány közülük megvalósult Sisko érkezése után. A bajori hit vallási szövegei között a bajori féregjáratuk a Próféták áldásaként tűnik fel.

## Vallási közösség
A bajori vallás egységes, és csak ez az egy ortodox hit található a bolygón. A Kai az emberek választott vallási vezetője, aki a Vedek Gyűlést is vezeti. A Gyűlés 112 Vedekből, aki a bajori Rendjeit képviselik. Egy Rend leginkább azokból az emberekből áll, akik egy meghatározott Vedek (vagy Vedekek) nézeteit követik. A legtöbb Rend tradicionális és konzervatív, bár van néhány kívülálló Rend is, radikális nézetekkel. Szerencsére a radikális Rendek kevesen vannak, de számos olyan bajori van, aki vallja a nézeteiket, de nem tagja a Rendeknek, például azok, akik megalakították a Globális Egység Szövetsége nevű szervezetet, más néven a Kört. A Kör néhány éve puccsot kísérelt meg az Ideiglenes Kormány ellen, de elbukott. Egy Vedek, illetve Kai, könnyen felismerhető a narancssárga köntösről, valamint a bonyolultabb és nagyobb fülbevalóról.
Néhány szekta a Próféták ártó szándékú és személyes hatalomra törő ellenségeit, az ún. Pah Démonokat imádja, akiket kitiltottak a Féregjáratból, és a Bajor bolygón élnek.

### A Próféták
A Próféták a bajori hit központi alakjai, transzcendens életformák, akik egy nemlineáris idősíkban élnek. A bajoriak szerint a Próféták az igazság megtestesülései, akik bölcsességüket a Kristályokon keresztül mutatják meg. A Próféták az egyetlenek, akik újratöltik a bajoriakat életerővel, a pagh-val, ami létezést biztosít. A bajoriak úgy hiszik, hogy a pagh egy velük született szellemi erő.

### A Kristályok
Az első Kristály, amit nyolc követett, kb. 10 000 éve jelent meg a Bajor egén. Mint a Próféták ajándékait, a Kristályokat templomok és monostorok szent ereklyetartóiban őrizték. Minden Kristálynak különböző funkciói vannak. A Megszállás után csak egyetlen Kristály maradt meg. Az évek alatt hármat sikerült visszaszerezni és most a bajori nép kezében vannak. A négy Kristály a következő:
- A Kilencedik Zöld Kristály: áthelyezi a használóját egy eleven emlékképbe
- A Harmadik Kék Kristály: A Jövendölés és Változás Kristálya. Megmutatja a jövőt egy kissé szürrealista képben.
- A Tudás Rózsaszín Kristálya: A Nagy Nagus szerezte vissza 2371-ben. Irányított tudást juttat a használóhoz.
- Az Idő Lila Kristálya: Képes a használóját az időben utaztatni.

### A Kiválasztott
A Kiválasztott az az ember, aki felfedezi az Égi Szentélyt és beszél a Prófétákkal. Benjamin Siskot Kai Opaka nevezte Kiválasztottnak, amikor megérkezett az állomásra. Akorem Laan egy rövid időre Sisko örökébe lépett, mint a Kiválasztott, amikor 2372-ben Laan a Próféták segítségével a 22. századból a 24. századba került. A népszerűtlen D'jarra kasztrendszer visszaállítása után Sisko megmérkőzött Akoremmel a Kiválasztott címért. Sisko hamarosan megszilárdította Kiválasztottként a személyét.

### D’jarra kasztrendszer
Az ősi bajoriak a D'jarra kasztrendszer szerint éltek. A bajori társadalmi helyzet és hivatás a születéstől fogva a fülbevaló kialakításában volt szabályozva. A Megszállás után a rendszert megszüntették.

### Fülbevaló
A bajoriak személyisége szoros összefüggésben van a fülbevalójukkal. A kivitelezése mélyen összekapcsolódik a családfával és d'jarra-val, de néhány vallási és katonai személy a munkájához igazította a fülbevaló alakját. A fülbevalót leggyakrabban a jobb fülben hordják.

### A személynevek alakja
Bajori neveknél a családi név megelőzi a személyes nevet. Kira Nerys vezetékneve Kira, a keresztneve Nerys. A bajori címek szintén összekapcsolódnak a vallási címekkel. A Kai a bajoriak vallási vezetője. A Vedek 112 befolyásos szellemi vezető címe. A bajor politikai vezetője az első miniszter, akit demokratikusan választanak meg. A jelenlegi Ideiglenes Kormány a kardassziaiak kivonulása után alakult meg.

## Történelem
500 000 évvel ezelőtt a bajori már egy virágzó civilizáció volt, technológiailag és kulturálisan igen fejlett. A hit adta az embereknek a békét, és az élet harmóniájának érzetét. 10 000 éve, amikor az első Kristály megjelent az égen, megalakult a jelenlegi bajori hit. Közben a bajoriak felfedezték az űr közeli területeit a tachion gyorsította űrhajóikon, kapcsolatba léptek Kardassziával, ahol akkoriban hasonlóan békeszerető és vallásos emberek éltek. Eltelt több ezer év. Kardasszia egy éhező bolygóvá vált, ami a természeti források elapadásából fakadt. Amikor a katonaság a gyenge civil kormányzattól átvette a hatalmat, úgy gondolták, hogy csak a terjeszkedés mentheti meg a kardassziaiakat. Könyörtelenül leigázták a közeli bolygókat, és a birodalom bekebelezte a Bajort is.
A bajori hit nem lehetett felkészülve a kardassziaiak támadására, és a bolygó 2328-ban el is esett. A Kardassziai Megszállás alatt, ami 2339-től 2369-ig tartott, 10 millió bajori halt meg, és rengeteg kényszerült kényszermunkára. 2351-ben a kardassziaiak megépítették a Terok Nor bányaállomást a Bajor felett.
A Megszállás 30 éve alatt a földalatti ellenállás rengeteg szabotázst követett el a kardassziai kormányzat ellen. Az ellenállási sejtek, mint például a Shakaar, a Higa Metar, a Khon-Ma és az Ornathia a Bajor hegyeiben folytattak gerillaharcot. A sok millió halott hatására a kardassziaiak végül megváltoztatták helyzetüket a Bajoron. 2369-ben aláírták Bajor és Kardasszia között a fegyverszünetet, és Kardasszia kivonult a bolygóról. Az utánuk maradt káoszban megszülető Ideiglenes Kormány aláírta az Ilviai Kiáltványt, amelyben száműznek minden bajori kollaboránst.
A gyenge és védtelen Bajor felkérte a Föderációt, hogy a Terok Norról felügyelje a kivonulást. A Csillagflotta Deep Space Nine űrállomásává váló Terok Nor parancsnoka Sisko lett. 2370-ben polgárháború alakult ki a Bajoron, amikor a Globális Egység Szövetsége, a Kör, amit Jarro Essa miniszter vezetett, fellázadt az Ideiglenes Kormány gyengesége és a Föderáció ellen. A felkelést végül a DS9 legénysége buktatta meg. 2370 végén megjelent a Domínium, a Gamma Kvadráns urai, és elpusztította a U.S.S. Odyssey-t. Bajor és Kardasszia 2371-ben békét kötött és a kardassziaiak visszaadták az elrabolt Kristályokat. Nem sokkal később meghalt az Első Miniszter, Kalem Opren. Kai Winn átvette a helyét, megszerezve ezzel a világi vezetést is. Shaakar ezt nem nézte jó szemmel, és végül legyőzve Winn seregét megszerezte az Első Miniszter címet.
2372-ben a Bajoron a pagh-démonokat kiszabadították a tűzbarlangokból és hamarosan kitöltötték dühüket, nem vesztegetve arra időt, hogy megkíséreljék elpusztítani a Prófétákat. Az új kardassziai civil kormányzat visszavitte az Idő Kristályát a Bajorra. Ekkortájt Sisko felfedezte B'Halat, az elveszett várost, amelynél felismerte, hogy Bajor belépését a Föderációba el kell halasztani.
Tovább folytak a harcok a Domínium/Kardassziai Birodalom és a Föderáció/Klingon birodalom között. A Dominium felajánlotta Bajornak, hogy a háborúban semleges maradhat. Ezt később Winn elfogadta. A Dominium elfoglalta a DS9-et, és a bajoriakat arra kényszerítette, hogy együttműködjenek. Kira maradt az összekötő tiszt, de már a Dominium felé. Nem sokkal később a Föderáció visszafoglalta az állomást.
2375 vége felé Kai Winn látomást kapott a Prófétáktól. Feladatul kapta Bajor újjáépítését. Winn visszatért a Bajorra, miután Sisko elvette Kassidy Yatest, ahol helyzetét kihasználva megpróbált hozzáférni a tiltott Kosst Amojan könyvekhez. A könyvek végül egy csel eredményeként Gul Dukathoz kerültek. Sisko saját élete árán végül elpusztította a könyveket és Dukatot is. A Küldött ezek után csatlakozott a Prófétákhoz az Égi Szentélyben.
Az új együttműködő szellem Bajor és Kardasszia között egy új jövő ígéretét vetítik előre, ahol a régi ellenségek békében élhetnek és Bajor megszállott múltja csak egy ködös emlék lesz.